# Giuseppe Schirò
Giuseppe Schirò, eller Zef Skiroi, född 10 augusti 1865 i Piana degli Albanesi, död 1927 i Neapel, var en arberesjisk (albansk) poet.